# Schlacht am Berg Dingjun
Sishui-Pass – Hulao-Pass – Jieqiao – Guandu – Changban – Chibi – Tong-Tor – Hefei – Dingjun – Fancheng – Xiaoting – Südliche Kampagne – Shiting – Jieting – Nördliche Expeditionen – Wu-Zhang-Ebene
Die Schlacht am Berg Dingjun fand 219 zur Zeit der Drei Reiche in China statt. Von den zwei Mächten Wei und Shu standen sich die Veteranen Xiahou Yuan und Huang Zhong gegenüber.
Xiahou Yuan lagerte auf dem Berg Dingjun, um das Shu-Lager am Fuß des Berges beobachten zu können. Auf Fa Zhengs Rat hin verlegte Huang Zhong sein Lager zum Berg Tiandang, dessen Gipfel höher ragte als der des Berges Dingjun. Damit hatte Shu den strategisch günstigsten Punkt eingenommen. Xiahou Yuan duldete diese Stellung nicht und griff Huang Zhong an, obwohl Zhang He ihm davon abriet. Huang Zhong hielt seine Truppen zurück und schritt nicht gegen Wei voran. Später erkannte Fa Zheng, dass Xiahou Yuans Truppenmoral sank. Er bedeutete Huang Zhong den Angriff, und da dieser nicht schnell genug reagieren konnte, wurde Xiahou Yuan überwältigt und fiel.
Die Konfrontation von Huang Zhong und Xiahou Yuan wird in Kapitel 71 von Luo Guanzhongs Roman Die Geschichte der Drei Reiche stark ausgeschmückt und dramatisiert.
Die Schlacht ist auch ein berühmtes Thema der Peking-Oper, vor allem während Neujahr. So war der erste chinesische Film, Die Schlacht vom Dingjunshan, eine Aufnahme einer Peking-Oper von 1905, in der diese Schlacht dargestellt wurde.
Koordinaten: 32° 52′ 46,5″ N, 103° 51′ 53,1″ O